# Weggeefwinkel

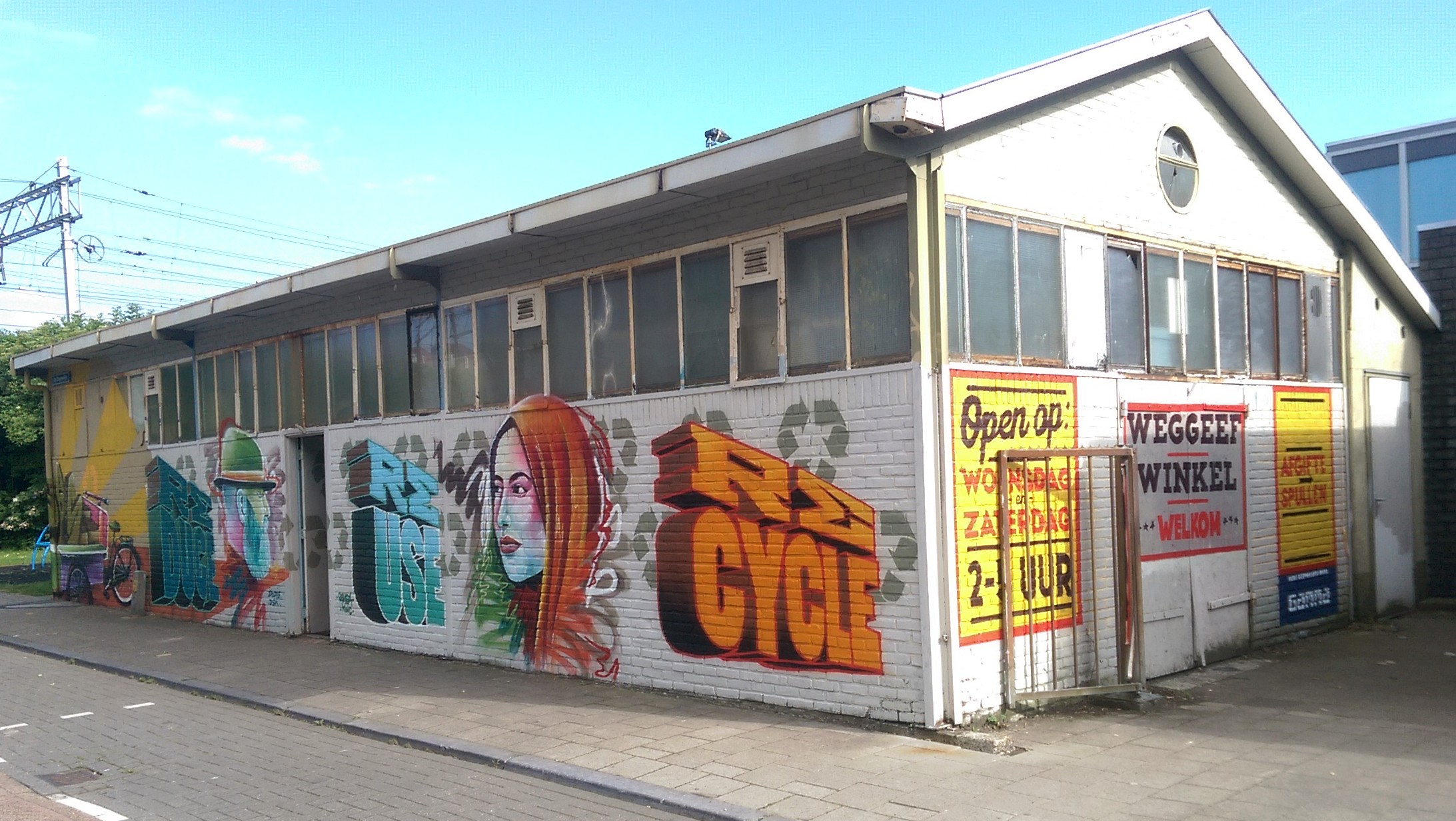
Weggeefwinkel in een kraakpand aan de 2e Daalsedijk in Utrecht

Een weggeefwinkel is een winkel waar goederen gratis te verkrijgen zijn. Een wezenskenmerk van een weggeefwinkel is dat iedereen er welkom is, zowel om spullen te brengen als om spullen te halen. Er wordt in een weggeefwinkel dus niet gevraagd om een armenpasje of iets dergelijks. Gezien het feit dat weggeefwinkels doorgaans kampen met grote overschotten, is dit ook bepaald niet nodig.
Het motto van de weggeefwinkels is ontleend aan Mahatma Gandhi:
Er is genoeg voor ieders behoefte, maar niet voor ieders hebzucht.
Winkels of instellingen die wel gratis zaken weggeven maar om zoiets als een armenpasje vragen, zijn geen weggeefwinkels maar goederenbanken, die net als voedselbanken als hoofddoel hebben minder draagkrachtigen te voorzien van wat zij gebruiken kunnen en/of kansarmen stageplaatsen te bieden.
Weggeefwinkels worden draaiende gehouden door vrijwilligers en ontvangen geen geldelijke subsidie van de overheid. Weggeefwinkels zijn aan de ene kant bedoeld om mensen de gelegenheid te bieden hun afgedankte spullen een tweede (of derde of vierde) leven te geven en op die manier bij te dragen aan het verminderen van de verspilling, en aan de andere kant om gratis goede spullen door te geven aan wie ze gebruiken kan. Zeer gewilde artikelen waarvan er niet voldoende zijn kunnen in een weggeefwinkel eventueel worden verdeeld door bijvoorbeeld te selecteren op motivatie, een verloting enz.

## Beperkingen
Sommige weggeefwinkels hanteren wel een beperking wat betreft het aantal goederen dat iemand per keer mag meenemen. Dit is om te voorkomen dat handelaren de winkel leeghalen. Het is ook omdat de winkels geen plek willen zijn waar mensen schaamteloos al hun zakken vol kunnen stoppen met spullen die ze niet nodig hebben. Het is de bedoeling dat iemand zich even afvraagt of hij een bepaald goed wel gebruiken gaat zodat het niet nu weer op zijn zolder stof gaat liggen vangen. Als iemand goed kan motiveren dat hij meer spullen nodig heeft dan de beperking aangeeft gaat men hier meestal soepel mee om.

## Overschotten
De meeste weggeefwinkels kampen met flinke overschotten. Zie Talk2000.NL voor een discussie hierover. Verschillende weggeefwinkels zijn ook ontstaan doordat de oprichters ervan ergens tegen overschotten opliepen en dachten: daar is wel iets nuttigs mee te doen.
De weggeefwinkeliers hebben de bedoeling om een positief alternatief te bieden voor de geldeconomie en de overmatige consumptie in de moderne westerse samenleving. De weggeefwinkel staat in de opvatting van de initiatiefnemers lijnrecht tegenover de heersende logica van de geldeconomie, want geld is er niets waard en alle in de winkel aanwezige spullen worden zonder dat daar maar iets tegenover staat weggegeven aan diegenen die ze gebruiken kunnen.
Sommige weggeefwinkels werken ook mee aan de jaarlijkse internationale Niet-Winkeldag.

## Verschil met kringloopwinkel
In kringloopwinkels worden de goederen ook veelal ingeleverd zonder dat er voor betaald wordt. Maar in kringloopwinkels wordt wel een prijs gerekend voor de goederen die worden aangeboden; deze kan, afhankelijk van de doelstelling van de kringloopwinkel, kostendekkendheid overstijgen. Een weggeefwinkel is vaak ook minder gericht op de spullen. Weggeefwinkels hebben vaak ook een sociale doelstelling of zijn een onderdeel van een groter geheel, met bijvoorbeeld een gratis internetclub, vegetarisch eethuis of een vrije ruimte voor kunstenaars. Daarnaast is het mogelijk dat de winkel niet helemaal is volgepakt met spullen maar er bewust ruimte vrij is gelaten om aan te geven dat meer niet altijd beter is, of om mensen de gelegenheid te geven elkaar te ontmoeten.

## Verspreiding
Soms stelt een lokale overheid een pand ter beschikking, soms gebeurt dit door een privé-eigenaar (met name in België) of bevinden weggeefwinkels zich in kraakpanden.
Er zijn ongeveer dertig weggeefwinkels in Nederland, waaronder in de steden Amersfoort, Amsterdam, Arnhem, Baarn, Breda, Coevorden, Deventer, Dordrecht, Eindhoven, Emmen, Enschede, 's-Gravenhage, Groningen, Haarlem, Hengelo, Leiden, Rotterdam, Tilburg, Utrecht, Zaandam, Zeist en Zwolle.
In België zijn er een 15-tal weggeefwinkels, waaronder in Brugge, Gent, Aalst, Brussel, Mechelen, Antwerpen, Dilsen-Stokkem en Leuven.

## Openbare boekenkast
Een openbare boekenkast is een soort klein, vaak onbemand, weggeefwinkeltje of -kast(je) voor boeken, waar boeken gedoneerd kunnen worden, en men een boek kan meenemen. Deze is soms 24/7 toegankelijk, soms beperkt.
Andere eigennamen en soortnamen (dus al of niet met hoofdletter geschreven) zijn Boekspot, Boekwissel, Little Free Library en Minibieb.